# Belägringen av Slovjansk
I början av Konflikten i östra Ukraina 2014–2015, kapade maskerade män med gevär administrationen i Slovjansk, Donetsk oblast den 12 april 2014. Dessa män sade sig själva vara proryska separatistiska upprorsmän.

## Bakgrund
Den 12 april började män med armématerial och skottsäkra västar utrustade med Kalasjnikovgevär ockupera den administrativa byggnaden, polisstationen och Ukrainas Säkerhetstjänst, som ligger i norra delen av Donetsk oblast. Enligt det Ukrainska inrikesministeriet avfyrade de militanta supportrarna urskillningslöst skott på byggnaden.